# Idiolispa obfuscator
Idiolispa obfuscator là một loài tò vò trong họ Ichneumonidae.